# Enrique de la Riva-Agüero y Looz

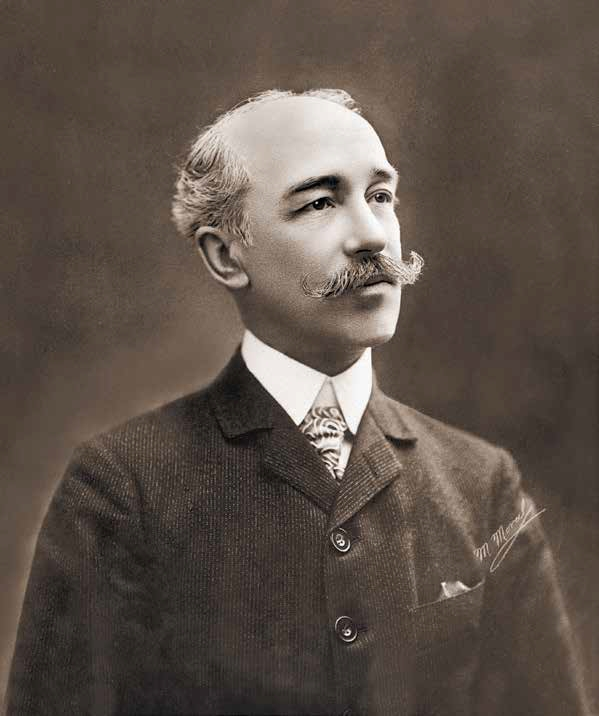
Enrique de la Riva-Agüero y Looz

Enrique Eugenio Manuel de la Riva-Agüero Riglos y Looz (* 6. September 1857 in Lima; † 10. Juli 1930 in Rom) war ein peruanischer Diplomat und Politiker der Partido Civil, der unter anderem von 1897 bis 1898, zwischen 1899 und 1900 sowie erneut von 1915 bis 1917 Premierminister von Peru war.

## Leben
Enrique Eugenio Manuel de la Riva-Agüero Riglos y Looz war ein Sohn von José de la Riva Agüero y Looz Corswarem, der unter anderem Finanzminister und Außenminister war, sowie ein Enkel des ehemaligen Staatspräsidenten José Mariano de la Riva Agüero y Sánchez Boquete. Er selbst absolvierte ein Studium der Rechtswissenschaften an der Universidad Nacional Mayor de San Marcos (UNMSM) und erhielt 1883 seine Zulassung als Rechtsanwalt, woraufhin er Professor für Verwaltungsrecht an der Universidad Nacional Mayor de San Marcos wurde. 1885 wurde er zum Außerordentlichen Gesandten und Bevollmächtigten Minister in Bolivien ernannt, wo er sich für die Vermeidung eines Krieges zwischen beiden Ländern einsetzte.
Während der zweiten Amtszeit von Staatspräsident Nicolás de Piérola fungierte er zwischen dem 10. August 1896 und dem 16. Mai 1898 erstmals als Außenminister (Ministro de Relaciones Exteriores). Im Januar 1897 war er während der Abwesenheit des Amtsinhabers zudem kommissarischer Justizminister. Als Nachfolger von Alejandro López de Romaña wurde er am 23. Dezember 1897 erstmals Premierminister von Peru (Presidente del Consejo de Ministros del Perú) und bekleidete dieses Amt bis zum 16. Mai 1898, woraufhin José Jorge Loayza seine Nachfolge antrat. In dieser Funktion begann er Verhandlungen mit Chile zur Beendigung der Probleme der Provinz Tacna sowie der Provinz de Arica, die nach dem Salpeterkrieg von Chile übernommen worden war. Im Ergebnis wurde ein Protokoll unterzeichnet, in dem eine Volksabstimmung und ein Schiedsverfahren verabredet wurden.
Nach dem Amtsantritt von Staatspräsident Eduardo López de Romaña am 8. September 1899 wurde Enrique de la Riva-Agüero y Looz am 14. Dezember 1899 als Nachfolger von Manuel María Gálvez Egúsquiza zum zweiten Mal Premierminister und behielt dieses Amt bis zu seiner Ablösung durch Enrique Coronel Zegarra y Cortés am 30. August 1900. Zugleich fungierte er zwischen dem 14. Dezember 1899 und dem 31. August 1900 auch wieder als Außenminister. 1905 wurde er für die Provinz Áncash zum Mitglied des Senats gewählt und 1907 zum Außerordentlichen Gesandten und Bevollmächtigten Minister in Argentinien ernannt, wo er bis 1910 akkreditiert blieb. Er war zudem zwischen 1913 und 1915 Außerordentlicher Gesandter und Bevollmächtigter Minister in Spanien.
Während der Amtszeit von Staatspräsident José Pardo y Barreda übernahm Enrique Eugenio Manuel de la Riva-Agüero Riglos y Looz am 24. September 1915 als Nachfolger von Carlos Isaac Abril Galindo zum dritten Mal das Amt des Premierministers, das er nunmehr bis zu seiner Ablösung durch Francisco Tudela y Varela am 27. Juli 1917 innehatte. Zugleich fungierte er vom 18. August 1915 bis zum 27. Juli 1917 erneut als Außenminister. Seiner Regierung gehörten Benjamín Puente (Minister für Krieg und Marine), Aurelio García y Lastres (Minister für Finanzen und Handel), Wenceslao Valera y Olano (Minister für Justiz, Unterricht und Kulte), Luis julio Menéndez (Minister für Inneres und Polizei sowie Minister für Post und Telegrafie) und  Belisario Sosa (Minister für Entwicklung und öffentliche Arbeiten). 
Sein Neffe José de la Riva-Agüero y Osma war von 1933 bis 1934 ebenfalls Premierminister von Peru.